# Urotrichus talpoides
Urotrichus talpoides — вид ссавців родини кротових (Talpidae). Він є ендемічним для Японії та зустрічається на островах Хонсю, Сікоку, Кюсю, Авадзі, Шодо, Окі, Цусіма, Гото, Місіма (префектура Ямагуті) і Авасіма (префектура Ніігата), але відсутній на Хоккайдо. Це один із трьох видів Urotrichini, і це єдиний сучасний вид у роду Urotrichus. Це звичайне явище від рівня моря до приблизно 2000 метрів.
Цей вид є всеїдним, але його дієта в основному складається з безхребетних і рослин, тому вони, як правило, населяють ґрунт, багатий поживними речовинами.
Генріх Бюргер, помічник Філіпа Франца фон Зібольда, зібрав зразки Urotrichus talpoides поблизу Деджіми між 1824 і 1826 роками, знайдених мертвими на полях, які були остаточно описані Теммінком після відправлення їх до Нідерландів.